# Pieter Braun
Pieter Braun (Terheijden, 21 januari 1993) is een atleet, die zich heeft gespecialiseerd in de meerkamp. Hij veroverde in 2015 de titel op de tienkamp tijdens de EK U23.

## Loopbaan
In 2002 werd Braun lid van de atletiekvereniging A.V. Sprint te Breda. Reeds in zijn juniorenjaren (C & B) behaalde hij al Nederlandse titels op onder meer hoog- en verspringen en in de meerkamp. In 2012 werd hij Nederlands kampioen bij de A-junioren met een Nederlands jeugdrecord van 7952 punten.
Eind mei 2015 nam Braun voor de derde keer in zijn atletiekloopbaan deel aan Hypomeeting in Götzis, Oostenrijk, het "officieuze wereldkampioenschap" meerkamp. Na hier in 2013 veertiende met 7430 p en in 2014 elfde met 7892 p te zijn geworden, werd hij nu met PR-score van 8197 punten achtste en voldeed hiermee in één klap aan de limieten voor de Europese kampioenschappen U23 in Tallinn, Estland, de wereldkampioenschappen in Peking en de Olympische Spelen van 2016 in Rio de Janeiro. Op de Spelen van Rio moest hij bij het hoogspringen opgeven.
Sinds 2013 woont en traint Braun op het Nationaal Sportcentrum Papendal, waar hij samen met Eelco Sintnicolaas traint onder begeleiding van bondscoach Bart Bennema.

## Kampioenschappen

### Internationale kampioenschappen
| Onderdeel | Titel                 | Jaar |
| --------- | --------------------- | ---- |
| tienkamp  | Europees kampioen U23 | 2015 |

### Nederlandse kampioenschappen
Indoor
| Onderdeel   | Jaar       |
| ----------- | ---------- |
| verspringen | 2018, 2021 |
| zevenkamp   | 2016, 2020 |

## Statistieken

### Persoonlijke records
Outdoor
| Discipline           | Prestatie | Wind (m/s) | Datum          | Plaats    |
| -------------------- | --------- | ---------- | -------------- | --------- |
| 100 m                | 10,97     | +0,5       | 30 mei 2015    | Götzis    |
| 400 m                | 48,02     |            | 11 juli 2015   | Tallinn   |
| 1500 m               | 4.24,29   |            | 27 mei 2018    | Götzis    |
| 110 m horden         | 14,13     | +0,6       | 12 juli 2015   | Tallinn   |
| hoogspringen         | 2,05      |            | 30 april 2017  | Ede       |
| polsstokhoogspringen | 5,05      |            | 16 juni 2016   | Amsterdam |
| verspringen          | 7,71      | +0,5       | 27 mei 2017    | Götzis    |
| kogelstoten          | 15,67     |            | 30 april 2022  | Grosseto  |
| discuswerpen         | 47,33     |            | 10 mei 2018    | Vught     |
| speerwerpen          | 64,19     |            | 26 mei 2019    | Götzis    |
| tienkamp             | 8342 p    |            | 26/27 mei 2018 | Götzis    |

Indoor
| Discipline           | Prestatie | Datum             | Plaats    |
| -------------------- | --------- | ----------------- | --------- |
| 60 m                 | 7,16      | 1 februari 2020   | Apeldoorn |
| 1000 m               | 2.39,15   | 9 februari 2020   | Apeldoorn |
| 60 m horden          | 8,08      | 30 januari 2016   | Apeldoorn |
| hoogspringen         | 2,02      | 15 februari 2014  | Apeldoorn |
| polsstokhoogspringen | 5,04      | 14 februari 2016  | Apeldoorn |
| verspringen          | 7,54      | 8 februari 2020   | Apeldoorn |
| kogelstoten          | 15,40     | 6 maart 2021      | Toruń     |
| zevenkamp            | 6072      | 8/9 februari 2020 | Apeldoorn |

### Opbouw PR meerkamp en potentie op basis van PR's
In de tabel staat de uitsplitsing van het persoonlijk record op de tienkamp. In de kolommen ernaast staat ook het potentieel record, met alle persoonlijke records op de losse onderdelen en de bijbehorende punten.
|              | Uitsplitsing PR | Uitsplitsing PR | Uitsplitsing PR |              | Potentieel record | Potentieel record |
| Onderdeel    | Prestatie       | Wind (m/s)      | Punten          | Pers. record | Punten            |                   |
| ------------ | --------------- | --------------- | --------------- | ------------ | ----------------- | ----------------- |
| 100 m        | 11,12           | +0,4            | 834             | 10,97        | 867               |                   |
| verspringen  | 7,62            | +0,5            | 965             | 7,71         | 987               |                   |
| kogelstoten  | 15,28           |                 | 807             | 15,67        | 831               |                   |
| hoogspringen | 2,00            |                 | 803             | 2,05         | 850               |                   |
| 400 m        | 49,25           |                 | 849             | 48,02        | 908               |                   |
| 110m horden  | 14,40           | +0,2            | 924             | 14,13        | 958               |                   |
| discuswerpen | 45,52           |                 | 778             | 47,33        | 825               |                   |
| polshoog     | 4,90            |                 | 880             | 5,05         | 926               |                   |
| speerwerpen  | 58,77           |                 | 719             | 64,19        | 801               |                   |
| 1500 m       | 4.24,29         |                 | 783             | 4.24,29      | 783               |                   |
| Puntentotaal |                 |                 | 8342            |              | 8736              |                   |

## Palmares

### 300 m
- 2016: 4e Ter Specke Bokaal te Lisse – 34,80 s

### 110 m horden
- 2016: 5e NK – 14,31 s (-0,1 m/s)

### 400 m horden
- 2019:  NK – 53,22 s

### polsstokhoogspringen
- 2015: 5e NK indoor – 4,80 m
- 2015: 5e NK – 5,00 m
- 2016: NM NK (in kwal. 5,05 m)
- 2017: 6e NK – 4,90 m

### verspringen
- 2013:  Flynth Recordwedstrijden te Hoorn – 7,27 m
- 2013: 8e NK – 7,13 m
- 2014: 5e NK indoor – 7,10 m
- 2014: 5e NK – 7,21 m
- 2018:  NK indoor – 7,47 m
- 2021:  NK indoor – 7,43 m

### kogelstoten
- 2017: 10e NK indoor – 14,44 m

### speerwerpen
- 2016: 8e Gouden Spike – 55,96 m

### zevenkamp
- 2014: 7e Meerkampinterl. te Sheffield – 5660 p
- 2014:  NK indoor – 5745 p
- 2015:  NK indoor – 5837 p
- 2015: 12e EK indoor in Praag – 4832 p
- 2016:  NK indoor – 5736 p
- 2020:  NK indoor – 6072 p

### tienkamp
- 2013: 14e Hypomeeting – 7430 p
- 2013: 11e EK U20 te Tampere – 7540 p
- 2014: 11e Hypomeeting – 7892 p
- 2015: 8e Hypomeeting – 8197 p
- 2015:  EK U23 te Tallinn – 8195 p
- 2015: 12e WK – 8114 p
- 2016: 8e Hypomeeting – 8058 p
- 2016: 7e EK – 7945 p
- 2016: DNF OS
- 2017: 5e Hypomeeting – 8334 p
- 2017: 16e WK – 7890 p
- 2018: 3e Hypomeeting – 8342 p
- 2018: 7e EK – 8105 p
- 2018:  IAAF World Combined Events Challenge – 24412 p